# Mylothris mafuga
Mylothris mafuga är en fjärilsart som beskrevs av Berger 1981. Mylothris mafuga ingår i släktet Mylothris och familjen vitfjärilar. Inga underarter finns listade i Catalogue of Life.